# Hans Blohm (Wirtschaftswissenschaftler)
Hans Blohm (* 24. August 1920 in Magdeburg; † 6. April 2005 in Karlsruhe) war ein deutscher Wirtschaftswissenschaftler. 

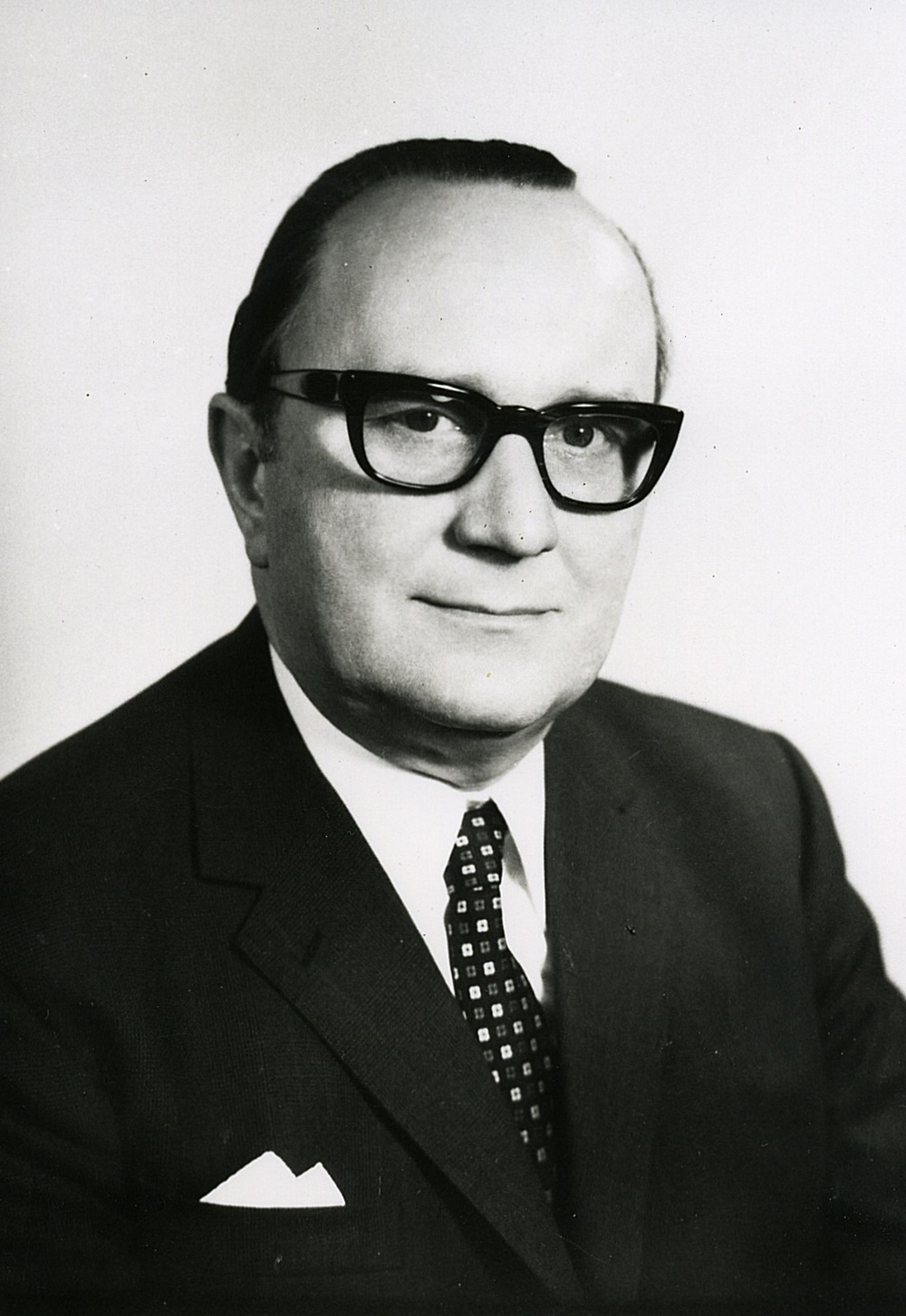
Der Wirtschaftswissenschaftler Hans Blohm

## Leben
Hans Blohm studierte nach dem Abitur an der Technischen Universität Berlin Wirtschaftsingenieurwesen. Unterbrochen durch sechseinhalb Jahre Militärdienst schloss er sein Studium 1948 als Diplom-Ingenieur ab. Nach einem anschließenden postgradualen Studium an der University of Oxford kehrte er an die Technische Universität Berlin zurück, wo er bis 1952 als wissenschaftlicher Mitarbeiter für Waldemar Koch arbeitete und 1950 zum Dr.-Ingenieur promovierte. Parallel beteiligte er sich aktiv an der Gründung des Verbands Deutscher Wirtschaftsingenieure (VWI).
1952 trat er als Prokurist in die Osram GmbH ein, wo er bis 1960 verschiedene Führungspositionen innehatte. Nebenberuflich habilitierte er sich 1958 bei Otto Hintner an der Ludwig-Maximilians-Universität München.
1960 folgte er dem Ruf der der Technischen Hochschule Karlsruhe (heute Karlsruher Institut für Technologie) auf eine ordentliche Professur der Betriebswirtschaftslehre, zunächst für das Fach Industriebetriebslehre, insbesondere Produktionswirtschaft. Bis 1976 war er dort Leiter des Instituts für Angewandte Betriebswirtschaftslehre und arbeitete in enger Kooperation mit dem Kybernetiker Karl Steinbuch. Als Leiter der Kommission zur Einführung des Wirtschaftsingenieur-Studiums brachte er zudem das Wirtschaftsingenieurwesen an die Universität Karlsruhe. Neben dem Wirken in Lehre und Forschung übernahm er Aktivitäten in der akademischen Selbstverwaltung: Er war Dekan der Fakultät für Natur- und Geisteswissenschaften und Vorsitzender des Karlsruher Studentendienstes und des Studentenwohnheims. Nicht unerwähnt bleiben darf seine Rolle als Wegbereiter der Wirtschaftsinformatik, seit 1961 sorgte er für das Angebot an Lehrveranstaltungen über "Mechanische und elektronische Datenverarbeitung" durch Lehraufträge an Externe und an Mitarbeiter des Instituts.
1976 wurde er an die Technische Universität Berlin berufen, wo er bis zu seiner Emeritierung 1988 am Lehrstuhl für Produktionswirtschaft lehrte. Ab 1979 leitete er dort die betriebswirtschaftliche Begleitforschung u. a. zum Forschungsvorhaben „Humanisierung der Arbeit“ im Auftrag des Bundesministeriums für Forschung und Technologie (BMFT). Darüber hinaus schulte er Manager im Rahmen des Deutschen Instituts für Interne Revision, des Deutschen Krankenhaus-Instituts und des Shanghai Industrial Management Training Center (SIMTC).
Daneben war er von 1976 bis 1979 Präsident der Deutschen Gesellschaft für Betriebswirtschaft, die er 1979 in die Fusion mit der Schmalenbach-Gesellschaft begleitete. In der Nachfolgegesellschaft, der Schmalenbach-Gesellschaft für Betriebswirtschaft war er anschließend bis 1986 als Vorstandsmitglied tätig. Parallel übernahm er von 1977 bis 1982 den Vorsitz des Verbands Deutscher Wirtschaftsingenieure (VWI).
Die Zeit von 1989 bis zu seinem Tod 2005 verbrachte er als Emeritus mit Wohnsitz in Karlsruhe. Er lehrte weiterhin als Gastprofessor an der Technischen Universität Chemnitz. Privat forschte er zum „Fülleprinzip“ als Gegenprinzip zur Wirtschaftlichkeit im Zeichen Knapper Wirtschaftsgüter. Zudem war er Mitglied des Aufsichtsrats der Rietbergwerke, Ehrenmitglied des Deutschen Instituts für Interne Revision und des VWI sowie Beiratsmitglied des VWI.
Hans Blohm war seit 1948 verheiratet und Vater zweier Kinder.

## Werk
Hans Blohm vertrat die wissenschaftliche Position, dass es notwendig sei, an betriebswirtschaftliche Probleme möglichst empirisch und praxisnah heranzugehen. Er sprach sich stets für eine praxisorientierte, angewandte Betriebswirtschaftslehre aus, deren Aufgabe es sei, empirisch zu forschen und der Praxis bei der Lösung ihrer Probleme zu helfen. Zu Blohms wissenschaftlicher Position gehörte auch das pragmatische Angehen von Problemen und das Bemühen um problemadäquate Lösungsmethoden. „Sein Bestreben ist es stets gewesen, der zu beobachtenden Entfremdung zwischen Wissenschaft und Praxis, zwischen Theorie und Empirie und damit einer Entwicklung gegenzusteuern, die einerseits in die Formulierung empirisch nicht gehaltvoller wissenschaftlicher Aussagen und andererseits in theorieloser Expertenberatung mündet“.
Nach Blohms Vorstellungen sollten Wissenschaft und Praxis zwei verkoppelte Regelkreise bilden, wie sein „Idealmodell der Wechselwirkung zwischen Wissenschaft und Praxis“ zeigt.
Als Kernbereiche der wissenschaftlichen Arbeit von Hans Blohm können die Gebiete Organisation und Informationswesen, heute als Wirtschaftsinformatik bezeichnet, genannt werden. Lutz J. Heinrich verdankt ihm wesentliche Anregungen für seinen Beitrag zur Entstehung und Entwicklung der Wirtschaftsinformatik als wissenschaftliches Studium und als Wissenschaft.
Zu seinen zentralen Arbeiten sind dabei u. a. seine Veröffentlichungen auf dem Gebiet der Internen Revision zu zählen. Diese trugen maßgeblich dazu bei, dass „aus dem rückwärts schauenden Revisor als einem ‚Abhaker’, der bei Beanstandungen mehr nach dem Schuldigen als nach den tieferen Ursachen sucht,“ ein konstruktiv an kurz-, mittel- und langfristigen Lernprozessen mitwirkender Berater des Managements aller Ebenen geworden ist und dass aus der rein nachvollziehenden Revision die vorausschauende Revision wurde. Bereits 1957 sah er die Aufgabe der Innenrevision vornehmlich darin, „Auge und Gewissen“ der Unternehmensleitung zu sein. Daraus folgerte er, dass sich die Innenrevision nicht auf an Einzelfällen orientierte Ordnungsmäßigkeitsprüfungen beschränken darf, sondern dass materielle Prüfungen in Form von Funktionsfähigkeits- und Wirtschaftlichkeitsprüfungen ebenso zu ihrem Aufgabenbereich gehören. Die Entwicklung von einer primär einzelfallbezogenen Prüfung zu einer Prüfung von Strukturen und Verfahren (Systemprüfung) ist dabei schon dadurch angelegt, dass die Durchführung von Organisationsprüfungen zu den Hauptaufgaben der Innenrevision gezählt wird. Für die Zukunft sah Blohm schon zum damaligen Zeitpunkt die Innenrevision als integralen Bestandteil des Controlling in einem lernenden System „Unternehmung“, das die methodische Steuerung des Systems in Richtung auf kurz-, mittel- und langfristige Ziele beinhaltet und auch die Organisation vorausschauend anpasst.
Der Begriff Lernende Organisation ist für Blohms Auffassung von der Unternehmung als System, von organisatorischer Gestaltung und von der Bedeutung des Informations- und Berichtwesens von fundamentaler Bedeutung. Bereits in den 60er Jahren hat er kybernetisches Gedankengut in die betriebswirtschaftliche Organisationslehre eingebracht und auf Parallelen zwischen der Entwicklung von Organisationen als künstlichen Systemen und Organismen als natürlichen Systemen hingewiesen.
Das Besondere an Blohms Auffassung von der Organisation als einem lernenden System lässt sich wie folgt zusammenfassen:
1. Die Organisation ist ein komplexes, probabilistisches System. Daher ist es nicht möglich, dieses System in einem Optimierungsmodell abzubilden, durch dessen Lösung – quasi „einstufig“ – ein optimaler Zustand des Systems bestimmt werden könnte. Organisieren kann deshalb nur heißen, eine Organisation lernfähig zu machen, d. h. Lernprozesse zu installieren, die es dem System ermöglichen, sich in Richtung „guter“ Zustände zu entwickeln.
2. Die Organisation besteht aus einer Vielzahl primärer Regelkreise und einem diese überlagernden Meta-Regelkreis. Der Meta-Regelkreis sichert die Lernfähigkeit der Organisation und steuert ihre Entwicklung.
3. Die Steuerung der Entwicklung einer Organisation durch den Meta-Regelkreis ist eine Funktion der Informationen, die Eingang in diesen Regelkreis finden. Deshalb ist neben der Ausgestaltung des Meta-Regelkreises die Ausgestaltung des Informationswesens von entscheidender Bedeutung für die Lernfähigkeit einer Organisation.

Neben Grundsatzfragen aus dem Bereich der Organisationstheorie haben Hans Blohm auch unmittelbar praxisbezogene Themen beschäftigt, so das Problem der Übertragbarkeit der Matrixorganisation auf Klein- und Mittelbetriebe. Blohm zeigte u. a., dass eine Sparten- bzw. Produktgruppenorganisation nicht auf Großbetriebe beschränkt sein muss, sondern auch für Klein- und Mittelbetriebe einen gangbaren und erfolgreichen Weg darstellen kann.

## Schriften
- mit Hermann Funke: Allgemeine Grundzüge des Industriebetriebes. Girardet, Essen 1952, 2. Aufl. 1969.
- Die Innenrevision als Funktion der Leitung in Industriebetrieben. Girardet, Essen 1957.
- mit Lutz J. Heinrich u. a.: Der Geschäftsbericht als Mittel der Betriebspolitik – Praktische Hinweise für Erstellung und Auswertung. Verlag für Unternehmensführung, Baden-Baden 1962.
- Die Gestaltung des betrieblichen Berichtswesens als Problem der Leitungsorganisation. Verlag Neue Wirtschafts-Briefe, Herne/Berlin 1970, 2. Aufl. 1974.
- Organisation, Information und Überwachung. 3., völlig neu bearb. Auflage. Gabler, Wiesbaden 1977, ISBN 3-409-31174-2.
- Kybernetik und Marketing. Hansen und Hansen, Itzehoe 1969.
- als Hrsg.: Deutsche Gesellschaft für Betriebswirtschaft: ein Stück Zeitgeschichte 1935–1979. Poeschel, Stuttgart 1983, ISBN 3-7910-0351-8.
- mit Lutz J. Heinrich: Schwachstellen der betrieblichen Berichterstattung. Verlag für Unternehmensführung, Baden-Baden 1965.
- mit Lutz J. Heinrich: Wie erstellt man einen Bericht? Eine Vier-Stufen-Methode. Beratungsschrift Nr. 2020. Verlag F. Baierl, Eßlingen 1967.
- mit Lutz J. Heinrich, Helmut Fischer, Karl Horbelt: Datenverarbeitung außer Haus – Einführung und Entscheidungshilfen. AWV-Schrift Nr. 246. Forkel Verlag, Stuttgart 1967.
- als Hrsg.: Wirtschaftlichkeit des Korrosionsschutzes. Edition Lack und Chemie Moeller, Filderstadt 1978, ISBN 3-921854-00-8.
- mit Thomas Beer, Ulrich Seidenberg, Herwig Silber: Produktionswirtschaft. 5., vollständig überarbeitete Auflage. Verlag Neue Wirtschafts-Briefe, Herne 2016, ISBN 978-3-482-63025-5.
- mit Günter Danert (Hrsg.): Forschungs- und Entwicklungsmanagement. Poeschel, Stuttgart 1983, ISBN 3-7910-0356-9.
- mit Klaus Lüder, Christina Schäfer: Investition: Schwachstellenanalyse des Investitionsbereichs und Investitionsrechnung. 10., bearbeitete und aktualisierte Auflage. Vahlen, München 2012, ISBN 3-8006-3937-8.